# Шікоку-Чюо

Шіко́ку-Чюо́ (яп. 四国中央市, しこくちゅうおうし, МФА: [ɕikoku̥ t͡ɕuːoː ɕi̥]?) — місто в Японії, в префектурі Ехіме. Розташоване в північно-східній частині префектури, на узбережжі Внутрішнього Японського моря, в центрі північної частини острова Шікоку.    Отримало статус міста 2004 року. Площа становить 420,50 км². Станом на 1 липня 2012 року населення складало 89 148  осіб, густота населення — 212 осіб/км².  Основою економіки є сільське господарство, виготовлення паперу.   

## Історія
Засноване 1 квітня 2004 року шляхом злиття таких населених пунктів:
- міста Каваное (川之江市)
- міста Ійо-Мішіма (伊予三島市)
- містечка Дой повіту Ума (宇摩郡土居町)
- села Шінґу (新宮村)